# Неоцератодус
Неоцератодусът (Neoceratodus forsteri) е вид двойнодишаща риба, единствен представител на разред австралийски двойнодишащи (Ceratodontiformes).

## Разпространение
Видът живее в някои реки на Източна Австралия. Интродуцирана е в няколко езера и язовири на щата Куинсланд.
Неоцератодусът предпочита водни басейни с неподвижни и слабоподвижни води. Той обитава бавнотечащи реки и дълбоки езера, включително изкуствено създадени водоеми, обикновено бедни на кислород. За разлика от африканските и южноамериканските си роднини, той не живее в локви, а предпочита дълбоки води (3 - 10 м. дълбочина) с температури в диапазона 15–25 °C като по-голямата част от времето прекарва на дъното, което може да бъде пясъчно, чакълесто или тинесто. Задължително условие е наличието на растителност по бреговете на водоема, която е необходима при размножаването за отлагане на хайвера.

## Описание
На дължина достига 1,5 m и маса – повече от 10 kg.
При намаляване на водите се заселва в по-дълбоки ями. Понеже кислородното съдържание в тези води е силно понижено, през 40 – 50 минути рибата с шум подскача във въздуха и поема атмосферен кислород. При пълно пресъхване на водоема умира.

### Бял дроб
За разлика от южноамериканските и африканските двойнодишащи риби, неоцератодуса има само един бял дроб, който служи като допълнение на основното дишане, осъществявано през хрилете. Рибата използва белия си дроб в моментите на активност (обикновено вечер) или когато кислородът, разтворен във водата е недостатъчен за нормално дишане (най-често при намаляване нивото на водите или пресъхване на водния басейн). Белият дроб представлява ципеста торбичка, наподобяваща плавателен мехур, разположена веднага след главата и продължаваща по протежение на гръбнака до края на коремната кухина. Белият дроб на неоцератодуса е разделен на два дяла, които са разположени последователно един зад друг и са оформени чрез двустранно прищипване на стените му. Всеки от двата дяла е допълнително разделен от мембрани, оформящи порести алвеоли, които са богато кръвоснабдени и чрез които се осъществява газообмена.

## Поведение и хранене
Подобно на останалите двойнодишащи риби, неоцератодусът е слабоактивен през светлата част на денонощието. През деня предпочита да се спотайва на дъното, често пъти под потопени дънери, големи прикрепени за дъното водорасли (макрофити) или отмити от течението дупки под коренищата на крайречни дървета, където живее на малки групи с други представители на вида. Той се активизира привечер и особено нощем, когато може да бъде видян да изскача над водата със силни тласъци на мощната си опашка, за да диша атмосферен въздух.
Неоцератодусът е всеядна риба, която проявява харктеристики на хищник. В плен се храни със земни червеи, парчета месо, сухи плодове (вкл. смокини) и дори гранулирана храна. Хранителните ѝ навици в естествената ѝ среда не са достатъчно добре проучени, но диетата ѝ включва безгръбначни животни, различни видове земноводни, риби и водни растения. Няма данни за канибализъм. Диетата на австралийския неоцератодус зависи от условията във водния басейн и наличието на подходяща жива плячка, както и вероятно от морфологичните промени в челюстта, свързани с развитието на рибата.

## Размножаване
Смята се, че неоцератодусът достига полова зрялост на около 17 г. при мъжките индивиди и на около 22 г. при женските. В действителност, възрастта за размножаване зависи не толкова от годините, колкото от физическите размери, който рибата е успяла да достигне. Счита се, че мъжките съзряват при достигане на дължина от 70 - 80 см., а женските при 80 - 85 см.
Неоцератодусът се размножава чрез хайвер, който женската отлага сред водните растения и който веднага след това мъжкият осеменява. Неоцератодусът хвърля хайвера си в периода от август до ноември, преди пролетните дъждове в Австралия, които повишават обема на водоемите, създавайки благоприятни условия за развитието на потомството.
След излюпването си ларвите на неоцератодуса падат на дъното, където се хранят с различни представители на речния или езерния бентос като миниатюрни ракообразни, червеи тубифекс и алги.

## Екологични особености
Двойнодишащите риби са известни с бавния си обмен на веществата и изключително дългата си продължителност на живота. В аквариума в Чикаго дълго време живее Неоцератодус, уловен през далечната 1933 година. До смъртта си през февруари 2017 г. рибата, позната като Старика (на английски: Granddad, букв. Дядото) е известна като най-старата жива риба, обитаваща аквариум, а също и като най-старата риба, чиято възраст може да бъде хронологично проследена. Като се има предвид, че по времето на улавянето си през 1933 г. Старика вече е бил достигнал зрелост, неговата действителна възраст към датата, на която умира би трябвало да е била повече от 85 г. Управата на аквариума от своя страна твърди, че Старика е достигнал възраст от 109 г. В края на живота си той е бил дълъг 1,2 м. и е тежал 11 кг.
След смъртта на Старика, титлата за най-стара известна аквариумна риба в света отново принадлежи на австралийски неоцератодус. Наречена е с библейското име Матусал (на английски: Methuselah), а възрастта ѝ се изчислява на около 90 г. Тя се намира в аквариума на Калифорнийската академия на науките в Сан Франциско. Въпреки мъжкото име, с което е наречена (Матусал е дядото на Ной), подозренията на биолозите са, че рибата всъщност е женска. Матусал е донесена в акварума на Калифорнийската академия на науките като зрял екземпляр от Австралия през 1938 г. като за нея има публични сведения от 1947 г., когато е спомената в статия на местния вестник "Сан Франциско Кроникъл". 